# Любівка (станція)
Любівка (до 2025 року — Войкове) — проміжна залізнична станція Донецької дирекції Донецької залізниці. Розташована в селі Любівка, Старобешівський район, Донецької області на лінії Кутейникове — Каракуба між станціями Карбідний (6 км) та Каракуба (9 км).
Через військову агресію Росії на сході України транспортне сполучення припинене, хоча до того ходив електропоїзд в усі дні, окрім понеділка, № 62521/62522. У липні 2014 року підірвано опору та пошкоджено контактну мережу на перегоні Кутейникове — Войкове Донецької залізниці.
17 січня 2025 року постановою Кабінету Міністрів України станцію перейменовано на Любівка.